# NGC 1579
NGC 1579 (również Północna Koniczyna, Ced 35 lub Sh 2-222) – mgławica refleksyjna oraz obszar H II znajdujący się w konstelacji Perseusza w odległości około 2100 lat świetlnych. Została odkryta 27 grudnia 1788 roku przez Williama Herschela. NGC 1579 rozciąga się na przestrzeni 3 lat świetlnych.